# Salto Oriental (navio)
O Salto Oriental foi um navio de guerra da Armada Paraguaia que combateu na Guerra do Paraguai.

## História
Era originalmente da esquadra argentina, inicialmente utilizado para o tráfego fluvial no Rio Paraná entre as cidades de Paraná e Assunção. Contudo, foi confiscado pelo governo paraguaio em 3 de junho de 1865 no porto de Assunção. Posteriormente foi equipado para integrar a esquadra do Paraguai, embora naquela época já estivesse armado para ser utilizado na guerra entre a Confederação Argentina e o então Estado de Buenos Aires.
Seu casco era de ferro doce, tipo pailebot, e suas dimensões eram de 28 metros de comprimento, 5,5 metros de boca, 4 metros de pontal e calado de 1,85 metros, com deslocamento de 118 toneladas. Sua propulsão era a partir da máquina de vapor oscilante que gerava potência de 70 hp para sua hélice na popa, alimentada por duas caldeiras, que permitia a embarcação alcançar até 8 nós de velocidade. Possuía capacidade de armazenar até 26 toneladas de carvão combustível, garantindo autonomia de 780 milhas (cerca de 1.255km).
Embora construído como navio de transporte, foi equipado como navio de guerra pela Armada Argentina, com um canhão de 32 libras e quatro canhões de 18 libras.

## Ofensiva no Rio Paraná
A meia noite de 10 de junho, uma esquadra comandada pelo capitão de fragata Pedro Ignacio Meza, encabeçada pelo vapor insígnia Tacuarí (comandado por José Maria Martinez), compondo ainda a esquadra além do Salto Oriental (Vicente Alcaraz), também os vapores Jejuy (Aniceto López), Ygurey (Remigio Del Rosario Cabral Velázquez), Yporá (Domingo Antonio Ortiz), Marquês de Olinda (Ezequiel Robles), Paraguarí (José Alonso), Yberá (Pedro Victorino Gill) e Piraveve (Tomás Pereira) partiram rumo a Corrientes para atacar uma esquadra da Marinha Imperial Brasileira que estava ancorada nos arredores daquela localidade. 
Contudo, sofreram um atraso devido a uma falha no Yberá, que também os fez serem detectados pelo vapor brasileiro Mearim na altura de Punta de Santa Catalina (sudoeste de Corrientes). Assim, o Yberá foi rebocado a bombordo pelo vapor Paraguarí, com a mera função de transporte de tropas, levando a missão de passar cabos de reboque nas cobertas dos navios brasileiros aprisionados, para a subida até Assunção.
Às 8:30, o confronto entre os dois esquadrões começou em frente à cidade Corrientes e se estendeu às margens do arroio Riachuelo, um afluente do Rio Paraná. A frota paraguaia continuou engajada na batalha com a esquadra brasileira até a ilha de lagraña, onde subiu para ancorar perto da foz do Rio Riachuelo. 
Ao final da ação, o Salto Oriental e também os vapores Jejuy, Paraguarí e Marquês de Olinda foram afundados ou encalhados após sofrerem vários disparos da esquadra brasileira e também serem abalroados pela fragata capitania Amazonas, assim como as três Chatas rebocadas. O navio insígnia da frota paraguaia, o Tacuarí, também foi seriamente avariado na batalha, mas a sua tripulação conseguiu coordenar a retirada rio acima para salvar o restante da frota paraguaia. 
Apesar do esforço de combate, a Armada Paraguaia sofreu pesadas perdas nessa batalha que bloqueou o seu acesso ao Rio Paraná e comprometeu a sua capacidade ofensiva no conflito, tendo dali em diante se limitado apenas a operações logísticas e táticas defensivas.